# Objectified
Objectified es un documental dirigido por Gary Hustwit y que se estrenó en 2009. En este documental se habla sobre la compleja relación entre los objetos manufacturados y las personas que los diseñan. Además, se muestra la creatividad existente detrás de todo trabajo (partiendo desde un simple cepillo de dientes hasta los gadgets de alta tecnología), mostrando a los diseñadores que constantemente examinan, vuelven a evaluar y reinventan nuestro entorno manufacturado en forma diaria.
Por medio de una serie de conversaciones a fondo, la película documenta los procesos creativos de algunos de los diseñadores más influyentes del mundo, analizando cómo su trabajo nos impacta en nuestras vidas diarias. Uno de los diseñadores entrevistados es Jonathan Ive, quien nos explica su visión de la importancia que tiene el diseño industrial para Apple.
Este documental forma parte de "Trilogía sobre el Diseño" formada por: Helvetica(2007), Objetified(2009) y Urbanized(2011).
- Datos: Q575040